# Stella Sports Saint-Maur
La Stella Sports Saint-Maur è una squadra di pallamano maschile francese con sede ad Saint-Maur-des-Fossés.

È stata fondata nel 1946.

## Palmarès

### Trofei nazionali
- Campionato francese: 6

*1967-68, 1971-72, 1975-76, 1977-78, 1978-79, 1979-80.
- Coppa di Francia: 1
1977-78.